# Poljske pšenice
Poljske ili divlje pšenice (lat. Agropyron Gaertn.) su vrste trava iz tribusa Triticeae Dumort.

## Opšte karakteristike
Poljske pšenice su višegodišnje zeljaste biljke. Klasići su širom stranom okrenuti ka osovini klasa, a sastavljeni su od tri do 10 cvetova. Zaštićeni su kožastim plevama, koje na vrhu mogu biti sužene ili tupo zaravnjene. Cvetovi su zaštićeni plevicama. Donja plevica je srasla s plodom i znatno više je izražena od gornje. Sa dorzalne strane je zaobljena, a na vrhu je zašiljena ili produžena u manju ili veću os, a pri vrhu je dlakava.Prašnika ima tri. Žig tučka je dvostruk i rasperjan. Plod je izdužena krupa, sa dorzalne strane pljosnata, a sa prednje dlakava i srasla sa plevicom.
Ime roda potiče od grčkih reči agrios, što znači polje, i pyrus, što znači pšenica.
U Srbiji je zastupljen samo Agropyron cristatum (L.) Gaertn. Ostale vrste koje se navode u Flori Srbije su u poslednjim taksonomskim tretmanima roda prabačene u rodove Elymus L. i Elytrigia Desv.

## Spoljašnje veze
- The Euro+Med PlantBase — the information resource for Euro-Mediterranean plant diversity
- Tropicos